# Bitwa pod Adrianopolem (1365)
Bitwa pod Adrianopolem – starcie zbrojne, które miało miejsce w latach 60. XIV wieku. Bitwa zakończyła się strategicznym zwycięstwem Osmanów dowodzonych przez sułtana Murada I.
Przebieg samej bitwy nie jest znany ze względu na szczupłość kronikarskich zapisków z obu stron. Nieznana jest ani liczebności wojsk (można tylko przypuszczać, że były znaczne, ze względu na obecność sułtana), ani strat obu stron i imienia dowódcy wojsk bizantyńskich.
W wyniku starcia wojska tureckie pokonały armię bizantyńską. Dzięki temu zwycięstwu Turcy Osmańscy zajęli pogranicze Bałkanów i mogli rozpocząć ostateczną likwidację otoczonego ze wszystkich stron i ograniczonego do Konstantynopola i najbliższych okolic Cesarstwa, jak również podbój Serbii i Bułgarii.
Po wygranej bitwie Turcy natychmiast zajęli Adrianopol i przenieśli tam swoją stolicę, co było zgodne z ich polityką podbojów na terytorium europejskim. Przemianowany na Edirne Adrianopol stanowił stolicę Imperium Osmańskiego aż do zdobycia Konstantynopola w roku 1453, ale jeszcze w przeddzień wyprawy wiedeńskiej Kara Mustafy buńczuki wojenne zatykano przed pałacem sułtańskim w Adrianopolu, z czego wynika, że miasto pełniło rolę wojennej stolicy imperium znacznie dłużej. Stolica Bizancjum przetrwała jeszcze prawie sto lat, ponieważ Turcy zostawili Konstantynopol na boku, kierując się na Bałkany.